# اروپا
قارهٔ اروپا (به انگلیسی: Europe)، شبه‌جزیره بزرگی در شمال غربی اوراسیا است؛ که به‌طور متعارف به‌خاطر اندازه فیزیکی و اهمیت تاریخی و سنت‌هایش، به عنوان یک قاره در نظر گرفته شده است. اروپا همچنین به عنوان یک شبه قاره اوراسیا در نظر گرفته می‌شود و به‌طور کامل در نیمکره شمالی و بیشتر در نیمکره شرقی قرار دارد. اروپا از شمال با اقیانوس منجمد شمالی، از غرب با اقیانوس اطلس، از جنوب با دریای مدیترانه و از شرق با آسیا همسایه است. اروپا معمولاً توسط حوزه کوه‌های اورال، رود اورال، دریای خزر، قفقاز بزرگ، دریای سیاه و تنگه‌های ترکیه، از آسیا جدا می‌شود.
اروپا حدود ۱۰/۱۸ میلیون کیلومتر مربع (۳/۹۳ میلیون مایل مربع) یا ۲ درصد از کره زمین (۶/۸ درصد از خشکی‌های زمین) را تشکیل می‌دهد که آن را به دومین قاره کوچک جهان تبدیل می‌کند (با استفاده از مدل هفت قاره). از نظر سیاسی، اروپا به حدود پنجاه دولت مستقل تقسیم شده است که روسیه بزرگ‌ترین و پرجمعیت‌ترین آنهاست که ۳۹ درصد از قاره را در بر می‌گیرد و ۱۵ درصد جمعیت آن را شامل می‌شود. اروپا در سال ۲۰۲۱ دارای جمعیت کل حدود ۷۴۵ میلیون نفر (حدود ۱۰ درصد از جمعیت جهان) بود. آب و هوای اروپا تا حد زیادی تحت تأثیر جریان‌های گرم اقیانوس اطلس است که زمستان‌ها و تابستان‌ها را در بیشتر قاره معتدل می‌کند.
فرهنگ اروپایی ریشه تمدن غربی است که نسب آن به یونان باستان و روم باستان بازمی‌گردد. سقوط امپراتوری روم غربی در سال ۴۷۶ پس از میلاد و دوره مهاجرت متعاقب آن، پایان تاریخ باستان اروپا و آغاز قرون وسطی بود. اومانیسم، کاوش و اکتشاف، هنر و علم رنسانس به دوران مدرن منتهی می‌شود. از عصر اکتشاف که توسط اسپانیا و پرتغال آغاز شد، اروپا نقشی غالب در امور جهانی داشت. بین قرن‌های ۱۶ و ۲۰، قدرت‌های اروپایی در زمان‌های مختلف قاره آمریکا، تقریباً تمام آفریقا و اقیانوسیه و اکثریت آسیا را مستعمره کردند.
عصر روشنگری، پس از آن انقلاب فرانسه و جنگ‌های ناپلئونی از اواخر قرن هفدهم تا نیمه اول قرن نوزدهم، این قاره را از نظر فرهنگی، سیاسی و اقتصادی شکل دادند. انقلاب صنعتی که در پایان قرن هجدهم در بریتانیای کبیر آغاز شد، موجب تغییرات بنیادین اقتصادی، فرهنگی و اجتماعی در اروپای غربی و در نهایت در کل جهان شد. هر دو جنگ جهانی بیشتر در اروپا اتفاق افتاد و به کاهش تسلط اروپای غربی در امور جهانی در اواسط قرن بیستم منجر شد، زیرا اتحاد جماهیر شوروی و ایالات متحده آمریکا اهمیت پیدا کردند. در طول جنگ سرد، اروپا در امتداد پرده آهنین بین ناتو در غرب و پیمان ورشو در شرق تقسیم شد، تا اینکه انقلاب‌های ۱۹۸۹، فروریختن دیوار برلین و فروپاشی اتحاد جماهیر شوروی موازنه را به سمت غرب برهم زد.
در سال ۱۹۴۹، شورای اروپا با ابتکار اتحاد اروپا برای دستیابی به اهداف مشترک و جلوگیری از جنگ‌های آینده تأسیس شد. ادغام بیشتر در اروپا توسط برخی کشورها منجر به تشکیل اتحادیه اروپا (EU) گردید، یک نهاد سیاسی جداگانه که بین یک کنفدراسیون و یک فدراسیون قرار دارد. اتحادیه اروپا از اروپای غربی سرچشمه گرفت، اما از زمان سقوط اتحاد جماهیر شوروی در سال ۱۹۹۱، به سمت شرق در حال گسترش است. منطقه شینگن اتحادیه اروپا کنترل‌های مرزی و مهاجرتی را بین اکثر کشورهای عضو خود و برخی از کشورهای غیرعضو لغو می‌کند. یک جنبش سیاسی وجود دارد که طرفدار تکامل اتحادیه اروپا به یک فدراسیون واحد است که بیشتر قاره را در بر می‌گیرد.

## واژه
واژهٔ اروپا را برگرفته از واژهٔ سامی به‌معنی غروب دانسته‌اند که از ریشهٔ اکدی erebu وارد زبان‌های اروپایی شده است.
منشأ نام اروپا به نخستین دوره‌های تاریخی مربوط می‌شود در زبان سامی جهت طلوع آفتاب را آچو (Acu) یا آسو (Asu) و سمتی را که خورشید غروب می‌کرد ارب (Erb) یا اریب (Irib) می‌نامیدند. همین واژگان به محض آنکه از زبان فنیق‌ها به زبان یونانیان نفوذ کرد به واژهٔ آسیا و اروپا تبدیل گردید. به این ترتیب که واژهٔ اولی به سرزمین‌های مشرق دریای اژه و واژهٔ اروپا به ممالک مغرب دریای اژه اطلاق می‌گردد.

## جغرافیا

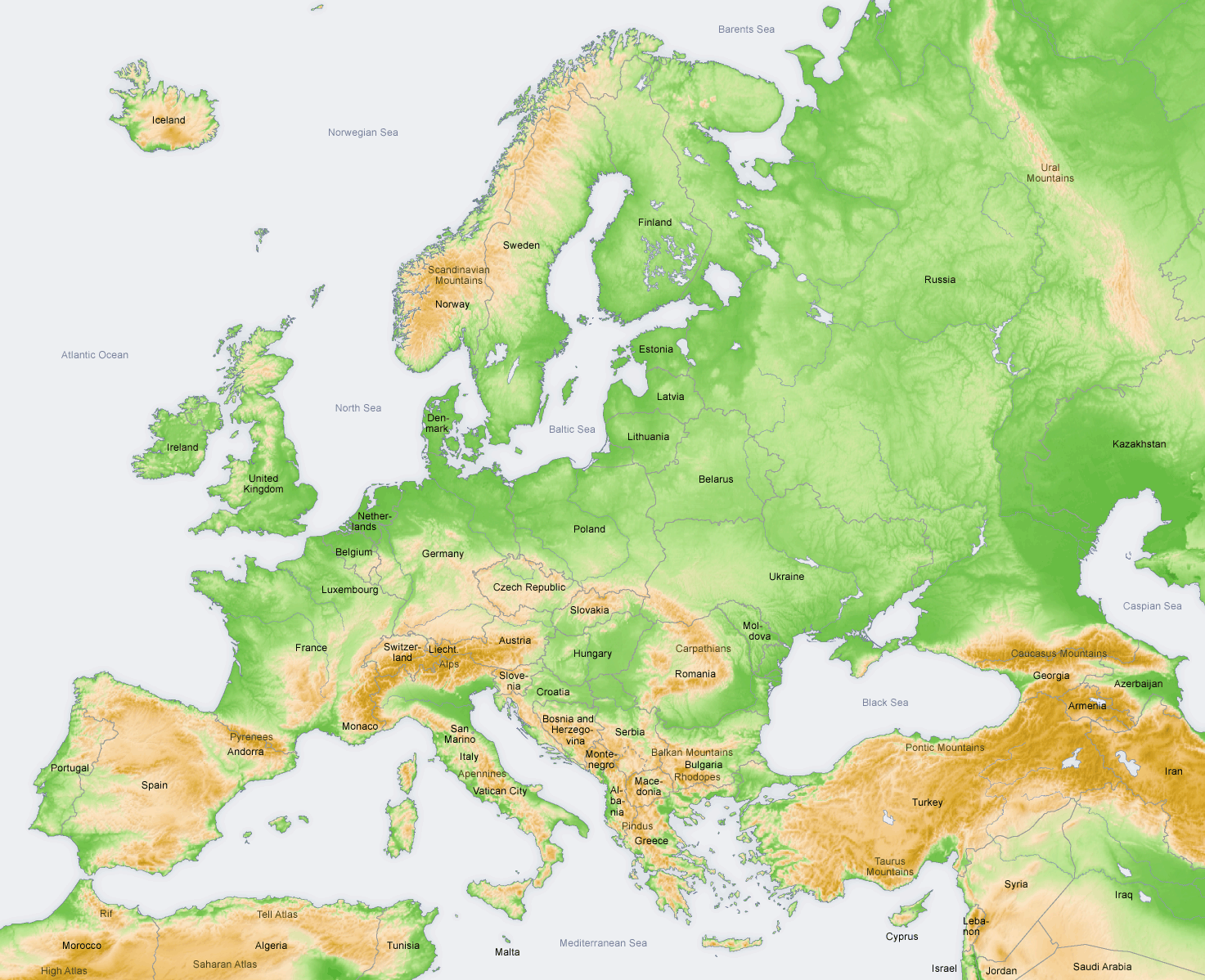
نقشهٔ توپوگرافیک قارهٔ اروپا.

پس از قارهٔ اقیانوسیه قارهٔ اروپا با ۱۰ میلیون کیلومتر مربع کوچک‌ترین قارهٔ زمین است. اروپا از شمال به اقیانوس منجمد شمالی و از جنوب به دریای مدیرانه و دریای سیاه و از طرف غرب به اقیانوس اطلس محدود شده است و مشخص کردن سمت شرقی به قارهٔ آسیا متصل است.
قارهٔ اروپا در میان مدارهای ۳۵ تا ۷۵ جغرافیایی قرار گرفته است.
در مناطق شمالی اروپا کوه‌ها از نظر زمین‌شناسی فرسوده و قدیمی‌اند، ارتفاع آن‌ها کم است و دارای قلّه‌های گنبدی شکل‌اند. در این مناطق، جلگه‌های پهناور و دریاچه‌های بسیاری وجود دارد. به این منطقه از اروپا که فرسایش، طی یک دورهٔ بسیار طولانی، بلندی‌های آن را صاف کرده و ناهمواری‌های ملایم در آن به وجود آورده است، اروپای پیر می‌گویند.
در جنوب اروپا چین‌خوردگی‌ها و رشته‌کوه‌های بلند دیده می‌شود قلهٔ کوه‌ها نوک‌تیز و دامنهٔ کوه‌ها اغلب داری شیب تند درهای تنگ می‌باشد به این منطقه اروپا که در آن آتش‌فشان‌ها و زمین‌لرزه‌هایی نیز رخ می‌دهد (اروپای جوان) می‌گویند.
آبِ فراوان موجب پیدایش جنگل‌های سرسبز و رواج کشاورزی و دامداری در این قاره شده است. از این رو، این سرزمین پرآب و سرسبز از گذشته‌های دور، محل زندگی انسان و بسیاری از جانوران بوده است و به همین علت به این قاره، قارهٔ سبز گفته می‌شود.

## فهرست کشورها
| پرچم                          | نشان | نام             | عضو اتحادیه اروپا؟ | مساحت (کیلومتر مربع) | جمعیت       | پایتخت        |
| ----------------------------- | ---- | --------------- | ------------------ | -------------------- | ----------- | ------------- |
| آلبانی                        |      | آلبانی          | خیر                | ۲۸٬۷۴۸               | ۲٬۸۳۰٬۶۵۶   | تیرانا        |
| آندورا                        |      | آندورا          | خیر                | ۴۶۸                  | ۸۰٬۰۸۸      | آندورا لا ولا |
| ارمنستان                      |      | ارمنستان        | خیر                | ۲۹٬۷۴۳               | ۲٬۷۷۷٬۹۷۰   | ایروان        |
| اتحادیه اروپا · اتریش         |      | اتریش           | بله                | ۸۳٬۸۵۸               | ۸٬۹۶۲٬۵۲۷   | وین           |
| جمهوری آذربایجان              |      | آذربایجان       | خیر                | ۸۶٬۶۰۰               | ۱۰٬۴۲۲٬۷۵۷  | باکو          |
| بلاروس                        |      | بلاروس          | خیر                | ۲۰۷٬۵۶۰              | ۹٬۴۸۹٬۹۱۵   | مینسک         |
| اتحادیه اروپا · بلژیک         |      | بلژیک           | بله                | ۳۰٬۵۲۸               | ۱۱٬۶۹۱٬۴۹۱  | بروکسل        |
| بوسنی و هرزگوین               |      | بوسنی و هرزگوین | خیر                | ۵۱٬۱۲۹               | ۳٬۲۰۷٬۲۸۰   | سارایوو       |
| اتحادیه اروپا · بلغارستان     |      | بلغارستان       | بله                | ۱۱۰٬۹۱۰              | ۶٬۶۷۱٬۶۶۵   | صوفیه         |
| اتحادیه اروپا · کرواسی        |      | کرواسی          | بله                | ۵۶٬۵۴۲               | ۴٬۰۰۴٬۴۵۵   | زاگرب         |
| اتحادیه اروپا · قبرس          |      | قبرس            | بله                | ۹٬۲۵۱                | ۱٬۲۶۱٬۹۲۲   | نیکوزیا       |
| اتحادیه اروپا · جمهوری چک     |      | جمهوری چک       | بله                | ۷۸٬۸۶۶               | ۱۰٬۴۹۷٬۰۷۹  | پراگ          |
| اتحادیه اروپا · دانمارک       |      | دانمارک         | بله                | ۴۳٬۰۹۴               | ۵٬۹۱۶٬۲۶۴   | کوپنهاگن      |
| اتحادیه اروپا · استونی        |      | استونی          | بله                | ۴۵٬۲۲۶               | ۱٬۳۲۲٬۱۷۰   | تالین         |
| اتحادیه اروپا · فنلاند        |      | فنلاند          | بله                | ۳۳۸٬۴۵۵              | ۵٬۵۴۶٬۰۷۰   | هلسینکی       |
| اتحادیه اروپا · فرانسه        |      | فرانسه          | بله                | ۵۴۷٬۰۳۰              | ۶۴٬۷۸۰٬۳۶۵  | پاریس         |
| گرجستان                       |      | گرجستان         | خیر                | ۶۹٬۷۰۰               | ۳٬۷۲۵٬۳۰۹   | تفلیس         |
| اتحادیه اروپا · آلمان         |      | آلمان           | بله                | ۳۵۷٬۱۶۸              | ۸۳٬۲۸۷٬۴۹۸  | برلین         |
| اتحادیه اروپا · یونان         |      | یونان           | بله                | ۱۳۱٬۹۵۷              | ۱۰٬۳۳۴٬۱۴۲  | آتن           |
| اتحادیه اروپا · مجارستان      |      | مجارستان        | بله                | ۹۳٬۰۳۰               | ۱۰٬۱۲۲٬۳۵۰  | بوداپست       |
| ایسلند                        |      | ایسلند          | خیر                | ۱۰۳٬۰۰۰              | ۳۷۵٬۹۱۳     | ریکیاویک      |
| اتحادیه اروپا · جمهوری ایرلند |      | ایرلند          | بله                | ۷۰٬۲۸۰               | ۵٬۰۶۳٬۴۷۵   | دوبلین        |
| اتحادیه اروپا · ایتالیا       |      | ایتالیا         | بله                | ۳۰۱٬۳۳۸              | ۵۸٬۸۳۸٬۶۵۶  | رم            |
| اتحادیه اروپا · لتونی         |      | لتونی           | بله                | ۶۴٬۵۸۹               | ۱٬۸۲۶٬۶۴۴   | ریگا          |
| لیختن‌اشتاین                   |      | لیختن اشتاین    | خیر                | ۱۶۰                  | ۳۹٬۵۸۴      | فادوتس        |
| اتحادیه اروپا · لیتوانی       |      | لیتوانی         | بله                | ۶۵٬۳۰۰               | ۲٬۷۱۳٬۵۹۵   | ویلنیوس       |
| اتحادیه اروپا · لوکزامبورگ    |      | لوکزامبورگ      | بله                | ۲٬۵۸۶                | ۶۵۵٬۹۵۷     | لوکزامبورگ    |
| اتحادیه اروپا · مالت          |      | مالت            | بله                | ۳۱۶                  | ۵۳۵٬۶۵۹     | والتا         |
| مولدووا                       |      | مولداوی         | خیر                | ۳۳٬۸۴۶               | ۳٬۴۱۲٬۷۴۲   | کیشیناو       |
| موناکو                        |      | موناکو          | خیر                | ۲                    | ۳۶٬۲۹۷      | موناکو-ویل    |
| مونته‌نگرو                     |      | مونته‌نگرو       | خیر                | ۱۳٬۸۱۲               | ۶۲۶٬۴۸۵     | پودگوریتسا    |
| اتحادیه اروپا · هلند          |      | هلند            | بله                | ۴۱٬۵۴۳               | ۱۷٬۶۲۸٬۴۰۷  | آمستردام      |
| مقدونیه شمالی                 |      | مقدونیه شمالی   | خیر                | ۲۵٬۷۱۳               | ۲٬۰۸۴٬۴۹۰   | اسکوپیه       |
| نروژ                          |      | نروژ            | خیر                | ۳۸۵٬۲۰۳              | ۵٬۴۸۲٬۰۹۰   | اسلو          |
| اتحادیه اروپا · لهستان        |      | لهستان          | بله                | ۳۱۲٬۶۸۵              | ۴۰٬۸۵۶٬۰۱۳  | ورشو          |
| اتحادیه اروپا · پرتغال        |      | پرتغال          | بله                | ۹۲٬۲۱۲               | ۱۰٬۲۴۲٬۸۴۸  | لیسبون        |
| اتحادیه اروپا · رومانی        |      | رومانی          | بله                | ۲۳۸٬۳۹۷              | ۱۹٬۸۳۱٬۵۶۸  | بخارست        |
| روسیه                         |      | روسیه           | خیر                | ۱۷٬۰۹۸٬۲۴۶           | ۱۴۴٬۳۵۰٬۴۱۱ | مسکو          |
| سان مارینو                    |      | سان مارینو      | خیر                | ۶۱                   | ۳۳٬۶۴۲      | سان مارینو    |
| صربستان                       |      | صربستان         | خیر                | ۸۸٬۳۶۱               | ۷٬۱۳۷٬۱۸۵   | بلگراد        |
| اتحادیه اروپا · اسلواکی       |      | اسلواکی         | بله                | ۴۹٬۰۳۵               | ۵٬۷۷۵٬۵۷۷   | براتیسلاوا    |
| اتحادیه اروپا · اسلوونی       |      | اسلوونی         | بله                | ۲۰٬۲۷۳               | ۲٬۱۱۹٬۶۷۵   | لیوبلیانا     |
| اتحادیه اروپا · اسپانیا       |      | اسپانیا         | بله                | ۵۰۵٬۹۹۰              | ۴۷٬۵۱۱٬۳۰۳  | مادرید        |
| اتحادیه اروپا · سوئد          |      | سوئد            | بله                | ۴۵۰٬۲۹۵              | ۱۰٬۶۲۳٬۹۷۹  | استکهلم       |
| سوئیس                         |      | سوئیس           | خیر                | ۴۱٬۲۸۵               | ۸٬۸۰۷٬۳۷۳   | برن           |
| ترکیه                         |      | ترکیه           | خیر                | ۷۸۳٬۳۵۶              | ۸۵٬۹۰۱٬۲۳۳  | آنکارا        |
| اوکراین                       |      | اوکراین         | خیر                | ۶۰۳٬۶۲۸              | ۳۶٬۹۹۹٬۱۴۲  | کی‌یف          |
| بریتانیا                      |      | بریتانیا        | عضو سابق           | ۲۴۴٬۸۲۰              | ۶۷٬۷۷۹٬۶۱۷  | لندن          |
| واتیکان                       |      | واتیکان         | خیر                | ۰٫۴۴                 | ۵۱۸         | واتیکان سیتی  |

| نام           | نشان | مساحت (کیلومتر مربع) | جمعیت     | پایتخت         |
| ------------- | ---- | -------------------- | --------- | -------------- |
| آبخاز         |      | ۸٬۶۶۰                | ۲۴۰٬۷۰۵   | سوخومی         |
| کوزوو         |      | ۱۰٬۹۰۸               | ۱٬۷۶۸٬۶۸۲ | پریشتینا       |
| قبرس شمالی    |      | ۳٬۳۵۵                | ۳۲۶٬۰۰۰   | نیکوزیای شمالی |
| جمهوری تالش   |      | ۷٬۴۳۰                | ۱٬۵۰۰٬۰۰۰ | لنکران         |
| اوستیای جنوبی |      | ۳٬۹۰۰                | ۵۳٬۵۳۲    | تسخینوالی      |
| ترانس‌نیستریا  |      | ۴٬۱۶۳                | ۴۷۵٬۶۶۵   | تیراسپل        |
| جمهوری آرتساخ |      | ۱۱٬۴۵۸               | ۱۴۵٬۰۵۳   | استپاناکرت     |

## جمعیت‌شناسی قاره اروپا

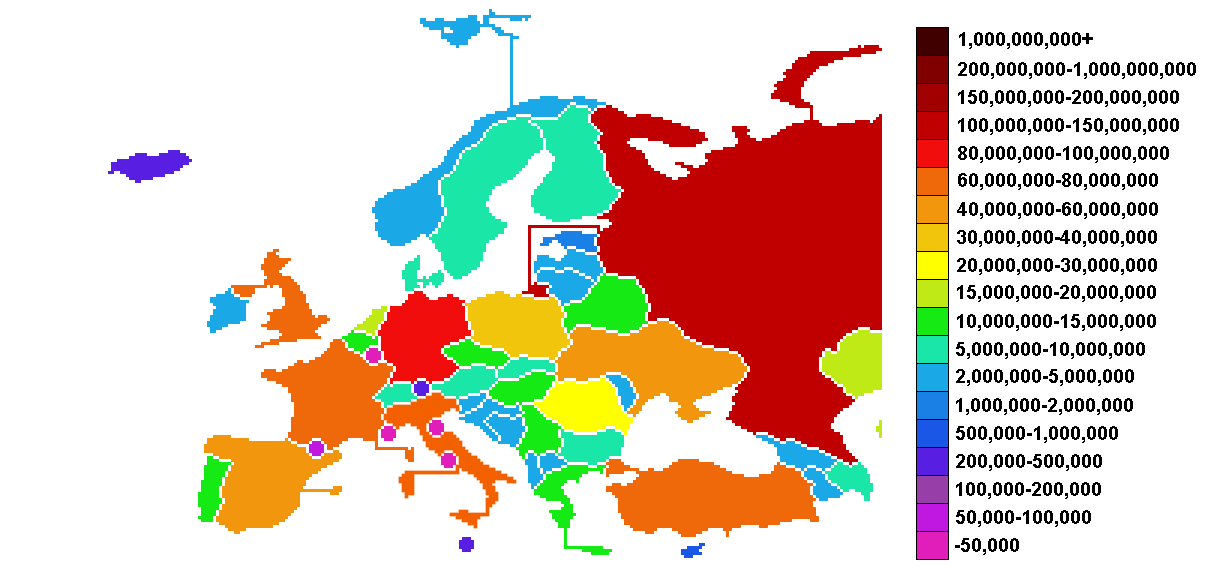
نقشه جمعیت کشورهای اروپا

جمعیت اروپا ۷۴۷٬۵۴۳٬۸۳۷ میلیون نفر برآورد شد که کمی بیش از یک نهم جمعیت جهان است. یک قرن پیش، اروپا تقریباً یک چهارم جمعیت جهان را داشت. جمعیت اروپا در قرن گذشته افزایش یافته است، اما در سایر مناطق جهان (به ویژه آفریقا و آسیا) جمعیت بسیار سریعتر رشد کرده است. در میان قاره‌ها، اروپا دارای تراکم جمعیت نسبتاً بالایی است که پس از آسیا در رتبه دوم قرار دارد. بیشتر اروپا در حالت باروری فرعی قرار دارد، به این معنی که هر نسل جدید (-متولد) جمعیت کمتری نسبت به نسل‌های قدیمی دارد. پرجمعیت‌ترین کشور اروپا نسبت به مساحت آن کشور کوچک موناکو  است.
اروپا در جنگ جهانی دوم بیشترین خسارت‌ها را در جهان داشت و باعث مرگ میلیون‌ها نفر در اروپا شد. جمعیت اروپا در سال ۱۹۵۰ ۵۴۹٬۳۲۸٬۸۸۳ بوده و الان در سال ۲۰۲۲ ۷۴۷٬۵۴۳٬۸۳۷ نفر رسیده. بیشترین جمعیت متولد شده در اروپا در سال ۱۹۶۲ ۶٬۱۰۲٬۰۹۴ نفر بوده است. جمعیت متولد در اروپا در سال ۲۰۲۲ منفی ۲۰۳٬۵۶۳- که با کاهش جمعیت روبه رو بوده است. اروپا با نرخ رشد منفی جمعیت روبه رو است و در حال کاهش جمعیت است و طبق پیش‌بینی‌ها جمعیت اروپا در سال ۲۰۵۰ به ۷۱۰٬۴۸۶٬۳۱۳ نفر کاهش پیدا خواهد کرد. اوج کاهش جمعیت اروپا در سال ۲۰۶۲ به منفی ۲٬۳۱۷٬۱۷۱- نفر می‌رسد. جمعیت اروپا در این سال به ۶۸۴٬۱۵۷٬۶۷۰ کاهش پیدا خواهد کرد. طبق پیش‌بینی‌ها از سال ۲۰۶۲ تا سال ۲۰۹۷ از ۲٬۳۱۷٬۱۷۱- به ۸۶۰٬۶۴۳- کاهش پیدا خواهد کرد. و خبر خوبی برای اروپا هست. اما متأسفانه از سال ۲۰۹۸ دوباره نرخ کاهش جمعیت افزایش پیدا می‌کند و به ۸۶۵٬۷۷۵- نفر افزایش پیدا می‌کند و تا پایان قرن به ۸۹۴٬۴۹۵- نفر خواهد رسید.
جمعیت اروپا در سال ۲۱۰۰ به ۶۲۹٬۵۶۲٬۵۳۲ کاهش پیدا خواهد کرد.
از ۴۸ کشور اروپا ۲۴ کشور رشد جمعیت و ۲۳ کشور کاهش جمعیت و یک کشور جمعیتی ثابت دارد.

## کشورهای نرخ رشد منفی جمعیت اروپا
- روسیه
- آلمان
- ایتالیا
- اسپانیا
- اوکراین
- لهستان
- رومانی
- یونان
- پرتغال
- مجارستان
- بلاروس
- صربستان
- بلغارستان
- اسلواکی
- کرواسی
- مولداوی
- بوسنی
- آلبانی
- لیتوانی
- مقدونیه شمالی
- اسلوونی
- لتونی
- استونی
- مونته‌نگرو
- جبل الطارق(جمعیت ثابت و بدون تغییر)

## کشورهای نرخ رشد مثبت جمعیت اروپا
- بریتانیا
- فرانسه
- هلند
- بلژیک
- جمهوری چک
- اتریش
- سوئد
- سوئیس
- دانمارک
- فنلاند
- نروژ
- ایرلند
- لوکزامبورگ
- مالت
- ایسلند
- جرزی
- جزیره من
- آندورا
- جزایر فارو
- موناکو
- لیختن اشتاین
- سن مارینو
- واتیکان
- کوزوو(عضو سازمان ملل نیست)
- گرنزی(جزیره تحت حکومت بریتانیا)

## تاریخ اروپا
در اعصار کهن اروپا در واقع وجود نداشت، بلکه امپراتوری روم در اطراف دریای مدیترانه بود که از ۳۹۵ میلادی به دو بخش شرقی و غربی تقسیم می‌شد و در آن‌ها به‌ترتیب به زبان‌های یونانی و لاتین تکلم می‌شد. در آن زمان سرحدات اروپا رون و دانوب بودند، در جنوب و مغرب آن ایالات متمدن امپراتوری قرار داشت و در شمال و شرق آن هم مردمان بدوی و وحشی ژرمن و سلتی و اورالی می‌زیستند. وقتی رومیان صحبت از آفریقا می‌کردند منظور آن‌ها تونس و الجزایر کنونی بود و آسیا هم در نظر آن‌ها شبه‌جزیره آسیای صغیر بود و عنوان «اروپا» از آن نظر که چندان معنایی نداشت تقریباً به کار برده نمی‌شد. در عرض پانصد سال از قرن پنجم تا قرن دهم میلادی بود که برای نخستین بار اروپا به عنوان قاره‌ای مشخص و از آسیا و آفریقا متمایز شد و مردم آن سروسامانی خاص خود یافتند.

### یونانیان
یونان باستان از صدها دولت‌شهر مستقل تشکیل می‌شد. از سدهٔ هشتم پیش از میلاد، یونانی‌ها ساخت شهرهای جدید در سراسر مدیترانه را آغاز کردند. این مستعمره‌های یونانی با شاهنشاهی نیرومند ایران در تماس بودند. در نتیجه تشنج بین یونان و ایران افزایش یافته و در سال ۵۰۰ (پیش از میلاد)، جنگی بین آن‌ها درگرفت. در سال ۴۷۹ (پیش از میلاد) ارتش متحد دولت‌شهرهای یونان، از ارتش قدرتمند ایران شکست خورد.

#### آکروپولیس
باقیمانده‌های آکروپولیس، آتن امروزی را در بر می‌گیرد. آتن ثروتمندترین و بزرگ‌ترین ناحیهٔ شهری یونان بود. شهروندان این شهر از یک دموکراسی ابتدایی (دولت مردمی) برخوردار بودند.
تا پیش از سدهٔ پنجم پیش از میلاد، ناحیهٔ شهری اسپارت بیشتر نواحی جنوب یونان را تحت کنترل داشت. این ناحیه را منطقهٔ «پلویونی» می‌نامند. زندگی اسپارتی‌ها در جنگ می‌گذشت. همهٔ شهروندان مذکر و بالغ، اعضای تمام‌وقت ارتش محسوب می‌شدند. زن‌ها آموزش‌های فیزیکی می‌دیدند تا بتوانند فرزندانی قوی و نیرومند به دنیا بیاورند. هنگامی که شهروندان اسپارتی مشغول پرداختن به امور جنگی بودند، بردگان روی زمین‌ها کشاورزی می‌کردند.
نخستین مسابقات المپیک، در شهر المپیا، در جنوب یونان برگزار شد.

### رومیان

امپراتوری روم در اوج اقتدار خود در ۱۱۷ میلادی در زمان تراژان

حکومت نخستین امپراتور روم، آگوستوس، در سال ۲۷ (پیش از میلاد) آغاز شد. این حکومت شاهد آغاز پاکس رومانا، یا دوران ثبات سیاسی و شکوه و جلال فراوان که حدود ۲۰۰ سال ادامه داشت، بود. در طول این دوره، امپراتور روم بر مدیترانه و بخش اعظم اروپای غربی حکومت می‌کرد. امپراتوری به شکل کاملی سازمان‌دهی شده بود و به‌خوبی اداره و کنترل می‌شد. یک شبکه از راه‌ها، سرزمین‌های امپراتوری را به پایتخت، رم، متصل می‌کرد. لژیون آموزش‌دیدهٔ روم از تمام نقاط بحرانی در طول مرزهایش دفاع می‌کرد. شهروندان رومی از یک قانون مشترک، فرهنگ مشترک و زبان مشترک لاتینی، بهره‌مند بودند.
تا سال ۴۵۰ رومیان باستان، انگلستان را ترک کرده بودند و به جای آن‌ها تعداد زیادی از مردم سلت و بریتون‌ها در آنجا اقامت داشتند. اقوامی که بعدها در آنجا سکونت کردند متعلق به چهار قبیلهٔ آنگلها، یوتها، فرزینها و ساکسون‌ها از نژاد ژرمن بودند. این ساکنان، «آنگلوساکسون» نامیده شدند. قبرهای منطقهٔ ساتن هو با یادداشت‌های راهبانی مثل عالی‌جناب «بید»، اطلاعات مربوط به تاریخ آن‌ها را بیان می‌کند. سده‌ها بعد، شاهان آنگلوساکسون مانند آلفردِ کبیر با مهاجمان وایکینگ جنگیدند.
در دنیای رومی‌ها سایو بودن افراد (شهروند رومی)، اهمیت زیادی داشت. ابتدا، مقام شهروند فقط به افرادی که در درون شهرها زندگی می‌کردند، داده می‌شد. در سال ۸۹ (پیش از میلاد)، مقام شهروند به تمام ایتالیایی‌ها اعطا شد. تا پیش از ۲۱۲، مقام شهروند رومی به همهٔ مردان آزادی که در محدودهٔ امپراتوری روم زندگی می‌کردند، اعطا شد. مقام شهروندی به بردگان و زن‌ها داده نمی‌شد.

### اروپای قرون وسطی

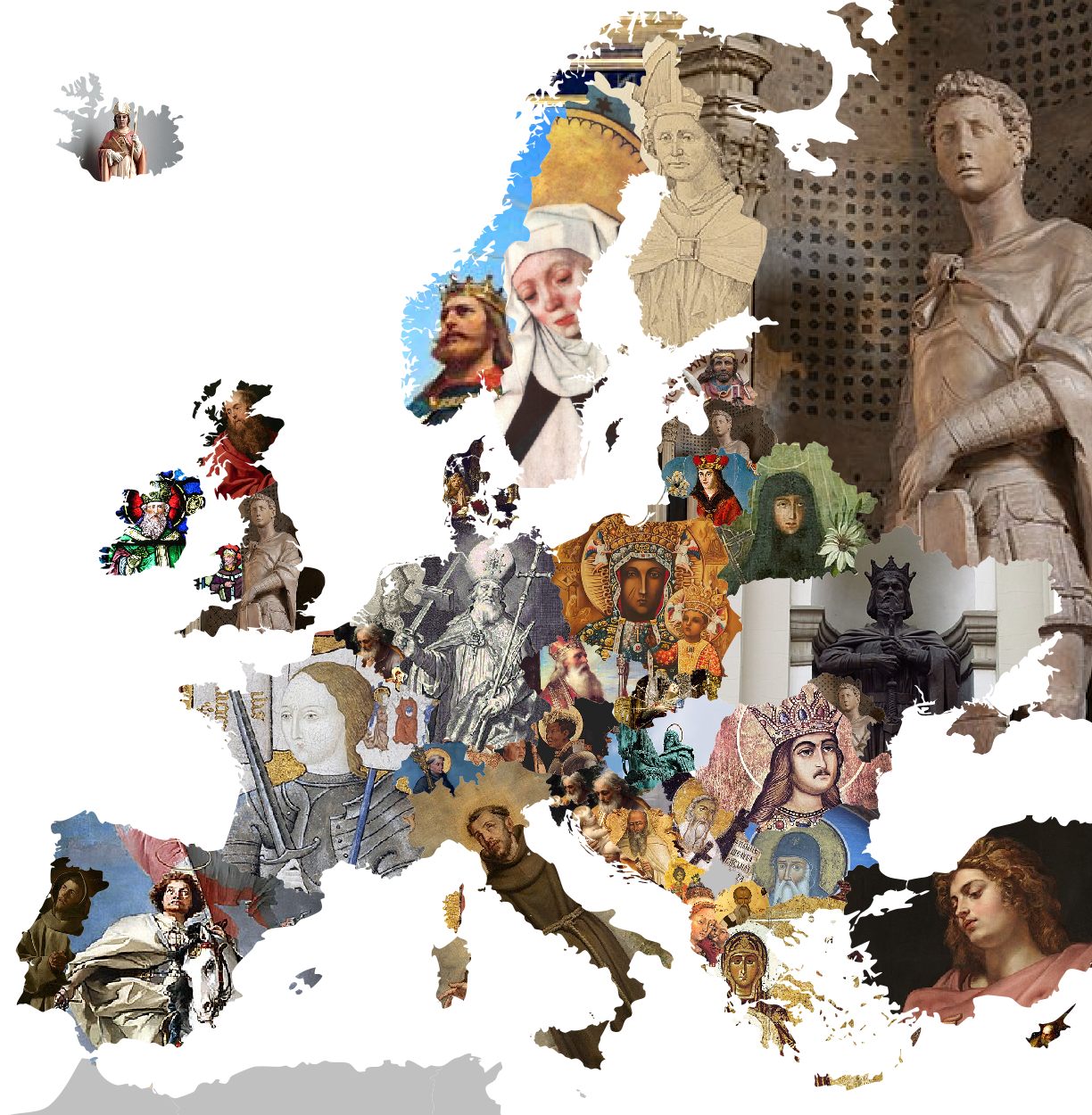
قدیس‌های حامی در کشورهای اروپا

تا سدهٔ ۱۳ (میلادی)، قلعه‌های متعلق به شوالیه‌ها بیش از هرچیز دیگری در پهنهٔ اروپا خودنمایی می‌کرد. شوالیه‌ها از زندگی مرفهی برخوردار بودند که با زندگی دهقانانی که روی زمین‌های آن‌ها کار می‌کردند، تفاوت زیادی داشت. شهرهایی در اطراف قلعه‌ها به وجود آمدند و توسعه یافتند. بازرگانان برای تجارت از راه‌های سخت گذر سفر می‌کردند. زائران سفرهایی طولانی را برای زیارت اماکن مقدس انجام می‌دادند. زندگی دشوار بود و جنگ، قحطی و طاعون همواره جان مردم را تهدید می‌کرد.
در اواخر سدهٔ پانزدهم میلادی، آخرین بخش از قلمرو مسلمانان اسپانیایی گرانادا یا همان شهر قرناطه در اندلس، به حکمرانان مسیحی آن دیار، فرناندوی دوم، پادشاه آراگون و ایزابل یکم فرمانروای ملکه کاستیا، تسلیم شد. در همان سال، با حمایت مالی فرناندو و ایزابلا، کریستف کلمب از اقیانوس اطلس گذشت و به جزایر هند غربی (در نزدیکی سواحل آمریکا) رسید. در اروپای قرون وسطی، کاری که مردم انجام می‌دادند، غذایی که می‌خوردند، لباسی که می‌پوشیدند و محلی که در آن زندگی می‌کردند، همگی بستگی به جایگاه اجتماعی آن‌ها داشت.
حدوداً از تاریخ ۸۰۰ تا ۱۰۵۰ به مدت سه سده، جنگجویان وایکینگ با کشتی‌های دراز و براق خود، اروپا را به وحشت می‌انداختند. آن‌ها از اسکاندیناوی برای جست‌وجوی نقره، بردگان و زمین به دریا می‌رفتند. گروهی به بریتانیا و فرانسه حمله می‌کردند، در حالی که دیگران روسیه و رودخانه‌های دوردست آسیا را مورد تاخت‌وتاز قرار می‌دادند. وایکینگ‌ها کاشفان دلیر و شجاعی بودند. آن‌ها با شجاعت از میان امواج خروشان اقیانوس اطلس عبور کرده، ایسلند و گروئنلند را کشف کردند و حتی به شمال آمریکا نیز قدم گذاشتند.

### دورهٔ جنگ‌های صلیبی

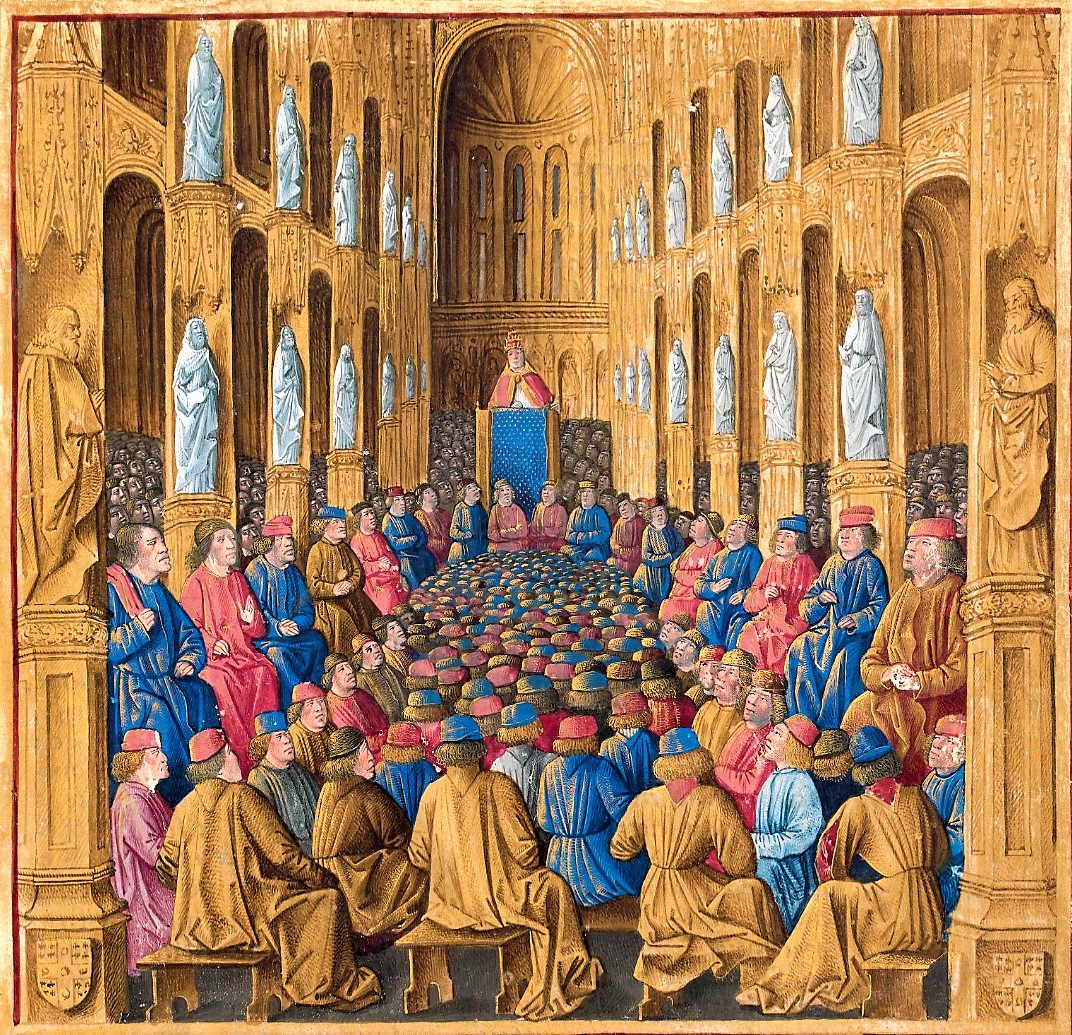
اثر تذهیبی متعلق به سده ۱۵ام که پاپ اوربان دوم را در حال موعظه جمعیت برای بازپس‌گیری سرزمین‌های مقدس نشان می‌دهد.

در سال ۱۰۹۵ «پاپ اوربان دوم» همهٔ مسیحیان اروپایی را مجبور کرد تا علیه ترکان مسلمان قیام کنند و شهر اورشلیم (بیت‌المقدس فعلی) واقع در فلسطین را بازپس گیرند. در همان سال، سپاه بزرگی مهیا و رهسپار نخستین جنگ صلیبی گردید. در سال ۱۰۹۶، بالغ بر ۱۵۰ هزار اروپایی به‌راستی تصمیم گرفتند که به صف نخست جنگجویان صلیبی بپیوندند. جنگ‌های صلیبی یکی از پرشورترین وقایع قرون وسطی بوده است. در آن سال، بزرگ‌ترین سپاه‌هایی که اروپا تا آن زمان به چشم ندیده بود، به رهبری شوالیه‌های جوشن‌پوش، با بیرق‌های در اهتزازی که تقریباً نشان تمامی خانواده‌های اصیل اروپای غربی را بر خود داشت، سه هزار مایل راه را تا فلسطین پیمودند تا به نام کلیسای کاتولیک رومی، سرزمین مقدس را فتح کنند. آن‌ها تمامی خطرها را به جان خریدند تا شهر مقدس اورشلیم (بیت المقدّس) را فتح کنند.
تعداد زیادی از جنگجویان صلیبی در طول سفر خطرناک از اروپا تا خاورمیانه جان خود را از دست دادند. آن‌ها که زنده ماندند در سال ۱۰۹۹ بیت‌المقدس را تسخیر کردند. در بین سال‌های ۱۰۹۹ تا ۱۲۵۰، شش جنگ صلیبی دیگر رخ داد اما در هیچ‌یک از آن‌ها صلیبیان موفقیتی به دست نیاورند.
مسلمانان اسپانیا را به تصرف خود درآوردند.

### اروپای فئودالی
از حدود سال ۸۰۰ تا ۱۳۰۰، بیشتر مناطق اروپای غربی توسط سیستم فئودالی سازماندهی شده بود. پادشاه، مالک تمام زمینی بود که به مناطقی به نام ملک اربابی تقسیم می‌شد و ارباب هر ملک، خراج‌گزار پادشاه محسوب می‌شد. او سوگند وفاداری یاد می‌کرد و متعهد می‌شد که برای حفاظت از اموال پادشاه، سربازانی (مردان جنگی) استخدام کند. رعیت‌ها در روستاها زندگی می‌کردند و سهمی از محصولات خود را به املاک شاه (خراج‌گزار شاه) می‌دادند.
پاپ یکی از قدرتمندترین حاکمان اروپایی فئودالی محسوب می‌شد. او رئیس کلیسای کاتولیک رومی بود که مقدار زیادی زمین تحت مالکیت خود داشت. پاپ از همهٔ پادشاهان انتظار داشت از او اطاعت کنند. اما هنگامی که قدرت پادشاهان و امپراتورها زیادتر شد، سعی کردند با کلیسا مبارزه کنند.

### رنسانس

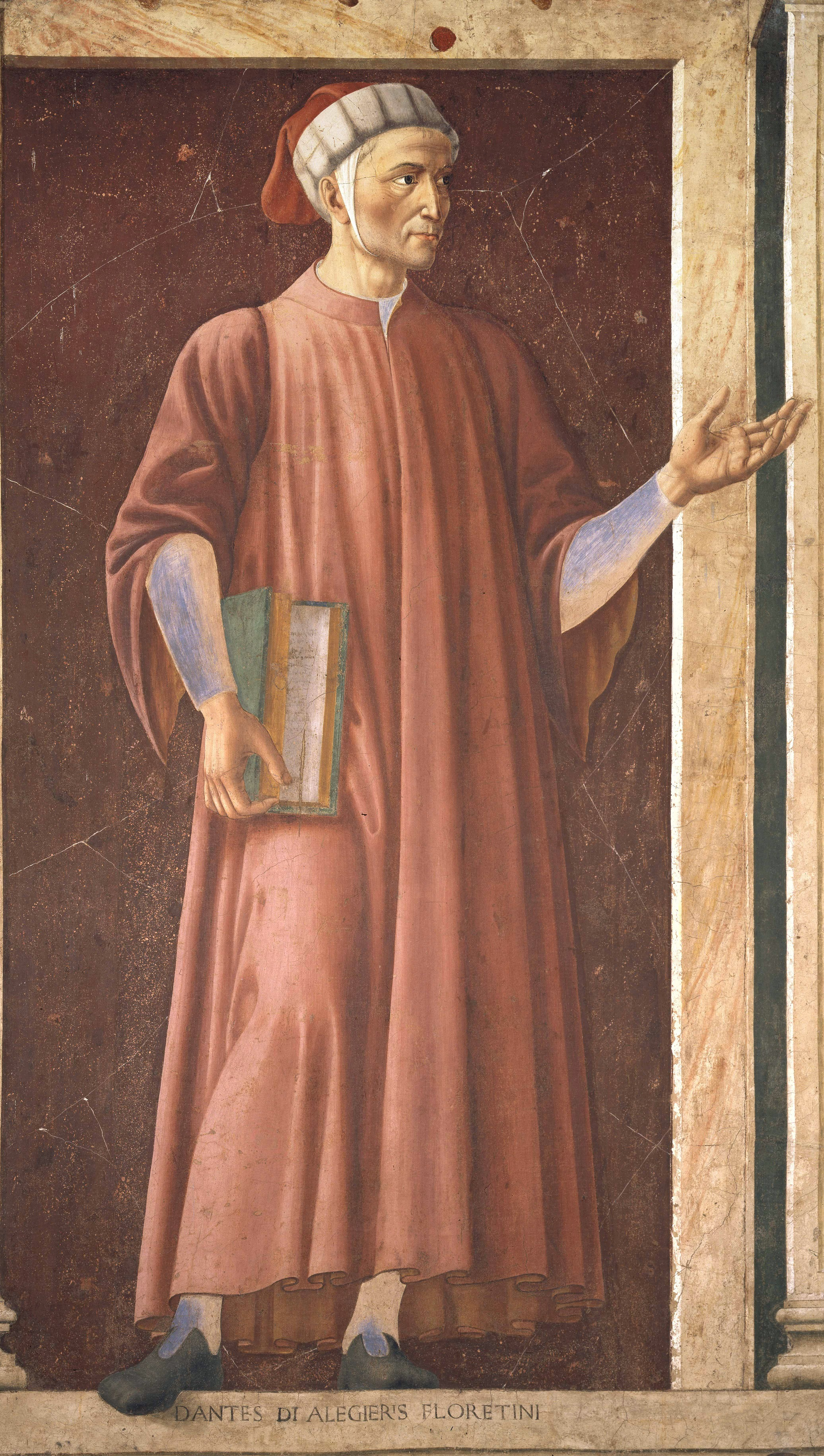
با نوشته شدن کمدی الهی توسط دانته آلیگیری، رنسانس آغاز می‌شود.

دانش و هنر پیشرفت‌های عظیمی در ایتالیای سدهٔ ۱۵ (میلادی) و سده ۱۶ (میلادی) به وجود آورد. این احیای فرهنگی به رنسانس (یعنی «نوزایی») مشهور شده است. دانشمندان، شعرا و فیلسوفانی ظهور کردند که با الهام از میراث اصیل روم و یونان باستان، با دیدگاهی تازه‌تر به جهان می‌نگریستند. نقاش‌ها به مطالعهٔ آناتومی (علم تشریح) پرداختند و اعضای بدن انسان را به شیوه‌ای واقع‌گرایانه نقاشی کردند. فرمانروایان ساختمان‌ها و آثار بزرگ هنری را سفارش دادند. این عقاید تازه به‌زودی در سراسر اروپا گسترش یافت.
مطلوب «انسان عصر رنسانس»، فرد درخشان و همه‌فن‌حریفی بود که در موضوعات فراوانی کارآزموده باشد. لئوناردو دا وینچی و میکل آنژ مشهورترین آنان هستند؛ دستاوردهای آنان احترامشان را در جامعه افزایش داد.

#### اروپا در سده‌های ۱۶ و ۱۷
مردم اروپا در طول سدهٔ ۱۶ (میلادی) و سدهٔ ۱۷ (میلادی)، عقاید سنتی را زیر سؤال بردند. دانشمندانی همچون گالیله و آیزاک نیوتن روش‌های جدید را توسعه داده و بر مبنای مشاهدات و تجارب خود به کشفیات فراوانی دست یافتند. در بسیاری از شاخه‌های دانش از جمله فیزیک، کالبدشناسی، نجوم، و ریاضیات، پیشرفت‌های بزرگی حاصل شد. نیکولاس کوپرنیک ستاره‌شناس لهستانی، کتاب «گردش افلاک آسمانی» را منتشر کرد. او در این کتاب، عقاید جدید خود را مبنی بر گردش سیارات به دور خورشید، بر خلاف نظریهٔ گردش سیارات به دور زمین، مطرح کرد.
در سدهٔ ۱۷ (میلادی)، دانشمندان متوجه این مسئله شدند که سیارات به دور خورشید حرکت می‌کنند. مدل‌های مکانیکی منظومهٔ شمسی برای نشان دادن این موضوع ساخته می‌شدند. این دستگاه‌های جهان‌نما به نام «ارری» مشهور شد زیرا نخستین بار برای «ارل ارری» ساخته شد.

### انقلاب فرانسه

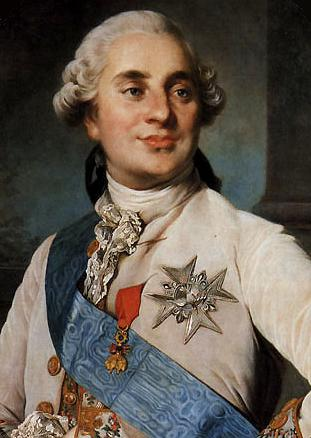
لویی شانزدهم

در ۱۴ ژوئیه ۱۷۸۹، جماعتی از گرسنگان به زندان «باستیل» در پاریس، حمله کردند. فقرای پاریس که سان کولوت نامیده می‌شدند، از سیاست‌های لویی شانزدهم، پادشاه فرانسه، به خشم آمده بودند. لویی که با بحران مالی شدیدی دست به گریبان بود، از مجلس طبقات عمومی درخواست کرد تا مالیات‌ها را افزایش دهد. این امر، موجب بروز انقلاب فرانسه شد و به مدت ۱۰ سال این کشور را دچار هرج‌ومرج کرد. در ۱۷۹۱، دو سال پس از انقلاب فرانسه، حکومت دستگاه جدیدی را برای اعدام در ملأ عام به خدمت گرفت. این دستگاه که گیوتین نامیده می‌شد، برای قطع سر انسان با سرعت و بدون درد، طراحی شده بود. این ابزار اما به زودی تبدیل به سمبل خوفناک دوره ترور شد.
لویی شانزدهم در سال ۱۷۹۲ (با گیوتین) اعدام شد و سرانجام، در سال ۱۷۹۹، هنگامی که ژنرال ناپلئون بناپارت به قدرت رسید، انقلاب پایان پذیرفت.

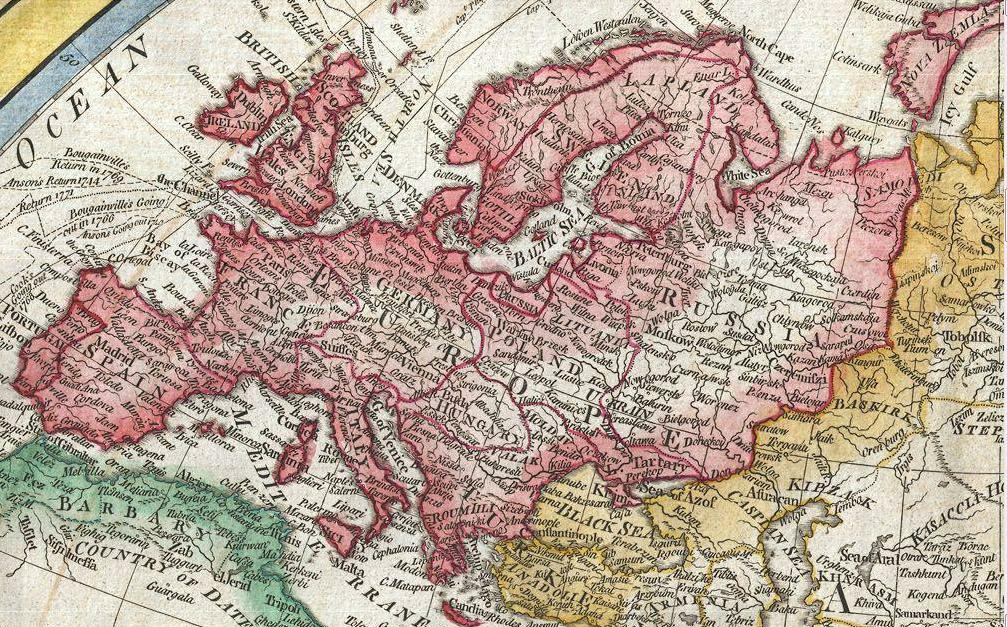
نقشه اروپا در نقشه ساموئل دان

### انقلاب صنعتی

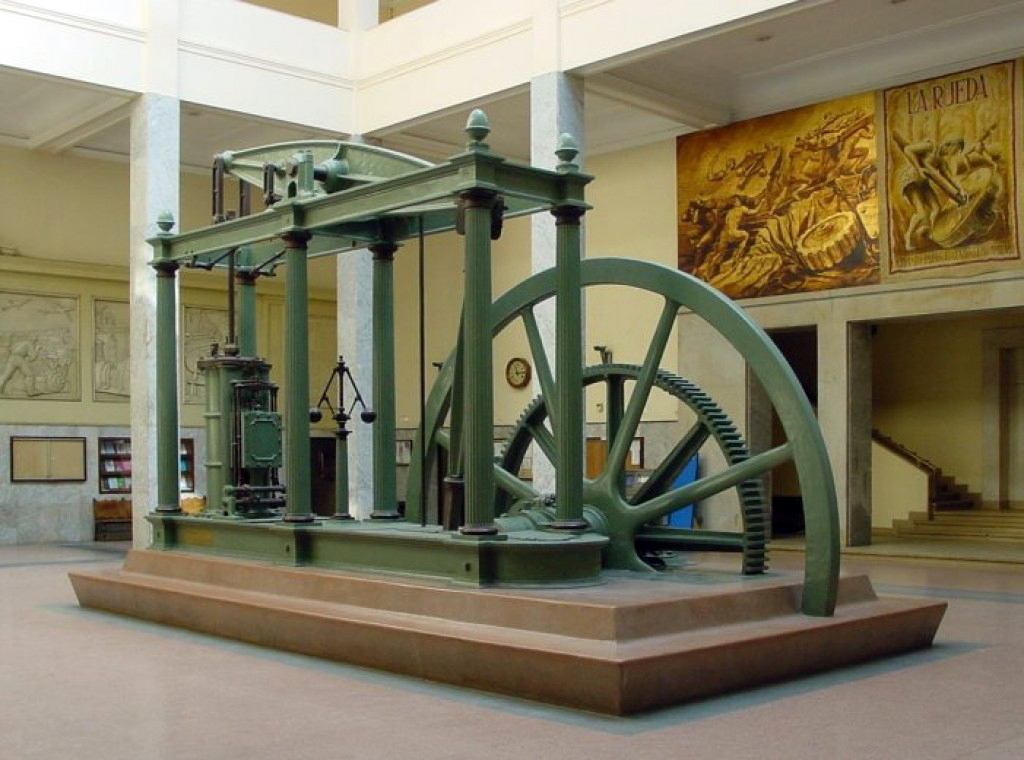
با اختراع ماشین بخار انقلاب صنعتی آغاز شد.

تغییرات بزرگی که در سدهٔ ۱۸ (میلادی) در انگلستان رخ داد به نام انقلاب صنعتی شناخته می‌شود. اختراعات جدیدی مثل ماشین بخار، کالاها را سریع‌تر و ارزان‌تر از پیش تولید می‌کرد. در سدهٔ نوزدهم، گسترش صنعت به بقیه اروپا و سرزمین آمریکا رسید. راه‌آهن سرعت مسافرت را زیاد کرد. مردم زیادی در کارخانه‌ها کار و در شهرها زندگی می‌کردند.

### جنگ جهانی اول
در ماه اوت ۱۹۱۴ جنگ عظیمی در اروپا بین آلمان، رهبر دول محور، و نیروهای متفقین به رهبری فرانسه و بریتانیا درگرفت. هیچ‌یک از دو طرف نتوانستند به پیروزی کامل دست یابند و جنگ تا چهار سال به طول انجامید. پیش از پیروزی متفقین در نوامبر ۱۹۱۸ حدود ۱۰ میلیون نفر کشته شدند. هنگامی که در ماه اوت ۱۹۱۴ جنگ اعلام شد، میلیون‌ها تن از مردم شادمان در خیابان‌های شهرهای مهم اروپا شروع به رقص و پایکوبی کردند. مردم تصمیم حاکمان خود برای رفتن به جنگ را مورد حمایت قرار دادند. مردان جوان داوطلب برای جنگیدن، هجوم می‌آورند. با این وجود، صحنه‌های وحشت‌انگیز جنگ جهانی اول، نگرش مردم به جنگ را تغییر داد؛ یک نسل کامل از مردان جوان به خاک و خون کشیده شدند.
جنگ جهانی اول، چهار امپراتوری را نابود کرد؛ امپراتوری آلمان تاج‌وتخت را از دست داد و جمهوری وایمار جایگزین آن شد. امپراتوری‌های شکست‌خورده امپراتوری اتریش - مجارستان و عثمانی از هم گسیختند و امپراتوری روسیه نیز به دست انقلابی‌های بلشویک افتاد.

### جنگ جهانی دوم

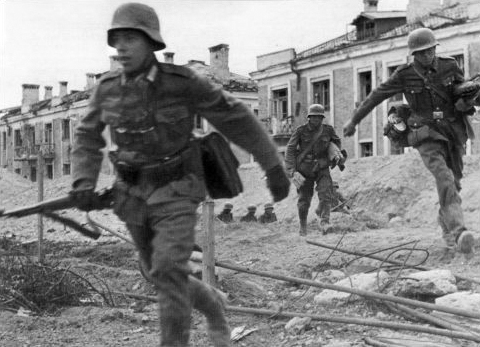
سربازان آلمانی در نبرد استالینگراد

در سدهٔ بیستم بین دهه‌های ۱۹۲۰ و ۱۹۳۰ بسیاری از کشورهای اروپایی از دموکراسی دست کشیدند. حزب نازی به رهبری آدولف هیتلر در آلمان به قدرت می‌رسد و فاشیست‌ها به رهبری موسولینی بر ایتالیا حکومت می‌کنند. ابتدا بریتانیا و فرانسه کوشیدند با این دیکتاتورهای جنگ‌طلب سازش کنند. اما عاقبت در سال ۱۹۳۹ در برابر تهاجم هیتلر ایستادند و اروپا به جنگ جهانی دوم کشیده شد.
در سپتامبر ۱۹۳۹، جنگ جهانی دوم در اروپا آغاز شد. آدولف هیتلر، می‌خواست تا رایش سوم به یک قدرت مطلقه در اروپا تبدیل شود. در آغاز تاکتیک حملات برق‌آسا موفقیت‌آمیز می‌نمود. اما پس از سال ۱۹۴۳، قوای متفقین، متشکل از نیروهای آمریکا، شوروی و انگلستان، بر آلمان برتری یافتند. سرانجام، آلمان در ماه مه ۱۹۴۵، نه روز پس از خودکشی هیتلر، تسلیم شد. بیش از بیست میلیون اروپایی در این جنگ کشته شدند.

## اتحادیهٔ اروپا

نمودار مشارکت کشورهای اروپایی در توافق‌نامه‌های مهم اروپایی. رنگ سبز: حوزه پولی یورو، رنگ قرمز: کشورهای عضو پیمان شِنگِن، رنگ آبی: کشورهای عضو اتحادیه اروپا، رنگ بنفش: حوزهٔ اقتصادی اروپا، رنگ زرد: انجمن تجارت آزاد اروپا.

اتحادیهٔ اروپا یک اتحادیهٔ اقتصادی-سیاسی است که از ۲۸ کشور اروپایی تشکیل شده است. منشأ اتحادیهٔ اروپا به جامعهٔ اقتصادی اروپا که در سال ۱۹۵۷ با توافق‌نامه رم بین ۶ کشور اروپایی شکل گرفت، بازمی‌گردد. از آن تاریخ با اضافه شدن اعضای جدید، اتحادیهٔ اروپا بزرگ‌تر شده است.
در سال ۱۹۹۳، توافق ماستریخت چارچوب قانونی کنونی اتحادیه را پایه‌گذاری کرد.
اتحادیهٔ اروپا در سال ۱۹۹۹ واحد پول مشترکی به نام یورو را معرفی کرد که تاکنون در ۱۷ کشور جایگزین پول‌های ملی شده است.
اتحادیهٔ اروپا با ۵۰۰ میلیون شهروند ۳۱٪ تولید ناخالص داخلی سال ۲۰۰۷ در جهان را تولید کرده است. (۱۵٫۸ تریلیون دلار)

## جانوران
در اروپا جانورانی مانند خرس، گوزن، گربه وحشی، خرگوش، روباه، گرگ، سنجاب، گراز و پرندگانی مانند عقاب، کرکس، لک‌لک، شانه‌به‌سر، مرغ سقا و بسیاری دیگر زندگی می‌کنند.

## مردم
مردم ساکن اروپا، از اقوام گوناگون هستند و به زبان‌های مختلفی از جمله انگلیسی، آلمانی، فرانسوی، هلندی، پرتغالی، ترکی، یونانی، روسی، مجاری، فنلاندی و سوئدی حرف می‌زنند. بنا بر اعلام سازمان جهانی بهداشت، ساکنان اروپا بیشترین میزان مصرف الکل را در سراسر جهان دارند و به همین دلیل میزان مرگ‌ومیر به دلیل نوشیدن الکل نیز در این قاره بیش از دیگر نقاط جهان است.

## ادبیات
نویسندگانی مانند هانس کریستین آندرسن دانمارکی، چارلز دیکنز و خواهران برونته انگلیسی، لئو تولستوی روسی، سیمون دو بووار و ویکتور هوگو فرانسوی، آسترید لیندگرن سوئدی و اریش کستنر، فریدریش نیچه و شوپنهاور آلمانی، در بین مهم‌ترین شخصیت‌های ادبیات جهان جای دارند.

## صنعت
برندهای مشهوری مانند ایرباس، پژو، رنو، سیتروئن، میشلن، لورئال، لویی ویتون، ایکیا، بنز، بی ام و، اریکسون؛ فولکس واگن، آدیداس، نیوآ، زیمنس، بوش، ب‌آاس‌اف، بایر، رولکس، فراری، لامبورگینی، فیات، ورساچه، پرادا، رولزرویس؛ بنتلی، آدیداس و نوکیا در کشورهای اروپایی قرار دارند.